# Idrissa Diallo
Idrissa Diallo (Guinea, 1991-Barcelona, España; 5 de enero de 2012) fue un migrante muerto  en un hospital de Barcelona tras ser detenido en el Centro de Internamiento de Extranjeros (CIE) de Zona Franca. La polémica de su caso, junto al de Samba Martine hizo que la existencia y las condiciones de los CIE ocupara un lugar más visible en el debate público en España.

## Biografía
Idissa Diallo saltó la valla de Melilla el 5 de diciembre de 2011 y fue detenido en las siguientes 24 horas.
El 20 de diciembre fue enviado al Centro de Internamiento de Extranjeros de Zona Franca, en Barcelona para proceder a su posterior deportación a Guinea. Dos semanas después de su traslado, durante la noche del 5 de enero de 2012, Idrissa Diallo fue trasladado de urgencia a un hospital donde murió de una insuficiencia cardíaca.

## Reacciones póstumas
El caso de la muerte de Idrissa Diallo se produjo apenas unas semanas después de la muerte de Samba Martine en el Centro de Internamiento de Extranjeros de Aluche en similares condiciones y es el cuarto caso de muerte en un CIE desde 2009.

### Denuncia
El caso de Diallo es una de las denuncias que internas e internos, activistas, organizaciones y colectivos de apoyo realizan ante la existencia y condiciones de estos centros. Declaraciones de internos apuntan a una omisión del deber de socorro por parte de los policías que lo custodiaban. Los testigos, compañeros de celda de Idrissa, a diferencia de lo ocurrido en ocasión de la muerte de Mohamed Abagui en 2010 también en el Centro de Internamiento de Extranjeros de Zona Franca, no fueron deportados. Fueron puestos en libertad y su custodia se concedió a la Fundación CEPAIM.
El 22 de octubre de 2012, un Auto de la Audiencia Provincial restableció a las mencionadas organizaciones el derecho a ser parte del proceso, que había sido denegado anteriormente por el Juzgado de Instrucción nº 5 de Barcelona. 

### Documental
En 2018, se publicó un documental sobre este caso: Idrissa, crónica de una muerte cualquiera.

### Plaza de Idrissa Diallo
En 2022, una plaza de Barcelona adoptó el nombre "plaza de Idrissa Diallo". Según el Ayuntamiento de Barcelona: 
Desde 1940 la plaza llevaba el nombre de Antonio López, primer Marqués de Comillas, empresario que se había enriquecido con el tráfico de esclavos durante el siglo XIX. Durante los últimos años, diversas campañas ciudadanas promovieron el cambio de denominación a fin de que llevara el nombre del joven migrante guineano muerto el año 2012. […] El cambio de nombre ha sido reconocido y aprobado por todas las partes implicadas en el ámbito histórico, social y municipal y ya forma parte del nomenclátor actual de la ciudad. 